# Acolastus murinus
Acolastus murinus es un coleóptero de la familia Chrysomelidae.
Fue descrita científicamente por primera vez en 1961 por Lopatin.